# Free Weezy Album
Free Weezy Album is het elfde Studio Album van rapper Lil Wayne, het album werd digitaal uitgebracht op 4 juli 2015 door Young Money Entertainment en Republic Records. Het is exclusief te beluisteren op Tidal.. De albumhoes en tracklist waren op 3 juli bekendgemaakt.

## Tracklist
1. Glory
2. He's Dead
3. I Feel Good
4. My Heart Races On (featuring Jake Troth)
5. London Roads
6. I'm That Nigga (featuring HoodyBaby)
7. Psycho (featuring Leah Hayes)
8. Murda (featuring Cory Gunz, Capo en Junior Reid)
9. Thinking Bout You
10. Without You (featuring Bibi Bourelly)
11. Post Bail Ballin
12. Pull Up (featuring Euro (rapper))
13. Living Right (featuring Wiz Khalifa)
14. White Girl (featuring Young Jeezy)
15. Pick Up Your Heart